# Théodore Géricault
Jean-Louis Andre Théodore Géricault [ʒɑ̃ lwi ɑ̃dʁe teodoʁ ʒeʁiko] (26. září 1791 Rouen – 26. ledna 1824 Paříž) byl francouzský malíř a grafik, hlavní představitel francouzského romantismu.

## Život
Théodore Géricault se narodil v Rouen ve Francii. Pocházel z bohaté rodiny a na malování byl materiálně zcela nezávislý. V dětství projevoval výtvarné nadání, které pak zdokonaloval v ateliéru slavného malíře Carla Verneta, byl přítelem jeho syna Horace Verneta, a později u Pierra Guerrina.
Roku 1811 se zapsal na École des Beaux-Arts v Paříži. Již následující rok podnikl na vlastní náklady studijní cestu do Itálie, kde jej ohromilo umění italské renesance a zejména dílo Michelangela. Byl též přitahován plátny Petera Paula Rubense. Po návratu do Francie tvořil stále pod vlivem školy Davidovy obrazy s tematikou koní, jezdecké scény, portréty prostých lidí, krajiny. Postupně však si vytvořil osobitý styl malování, z kterého vyzařuje i celá jeho duše – barevná, energická, extravagantní osobnost.
Z jeho děl sálá extatické napětí v kterém tvořil, kompozice vzbuzují vždy silné emoce. Pod vlivem politických událostí vytváří svá první nesmrtelná díla tvořící již přechod od neoklasicismu k romantismu (Raněný kyrysník roku 1814, Důstojník gardového jezdectva roku 1812).
Nejslavnějším dílem jeho života je Vor Medúzy (1819) dramaticky znázorňující skutečný příběh katastrofy lodě Medúza, která se roku 1816 potopila a cestující, kterých se zachránilo 147, byli opuštěni posádkou lodě a vydání bez jídla i pití napospas moři a podnebí. Po dvou týdnech plavby, během kterých se vyskytly i případy kanibalismu, se zachránilo 15 pološílených lidí (dalších pět zahynulo na palubě lodi Argus, která je zachránila). Příhoda, která měla velkou odezvu veřejnosti i politickou dohru, je na plátně podána s takovou drásavostí a smyslem pro tragiku, že dílo vyvolalo na Pařížském salonu roku 1819 společenský skandál.

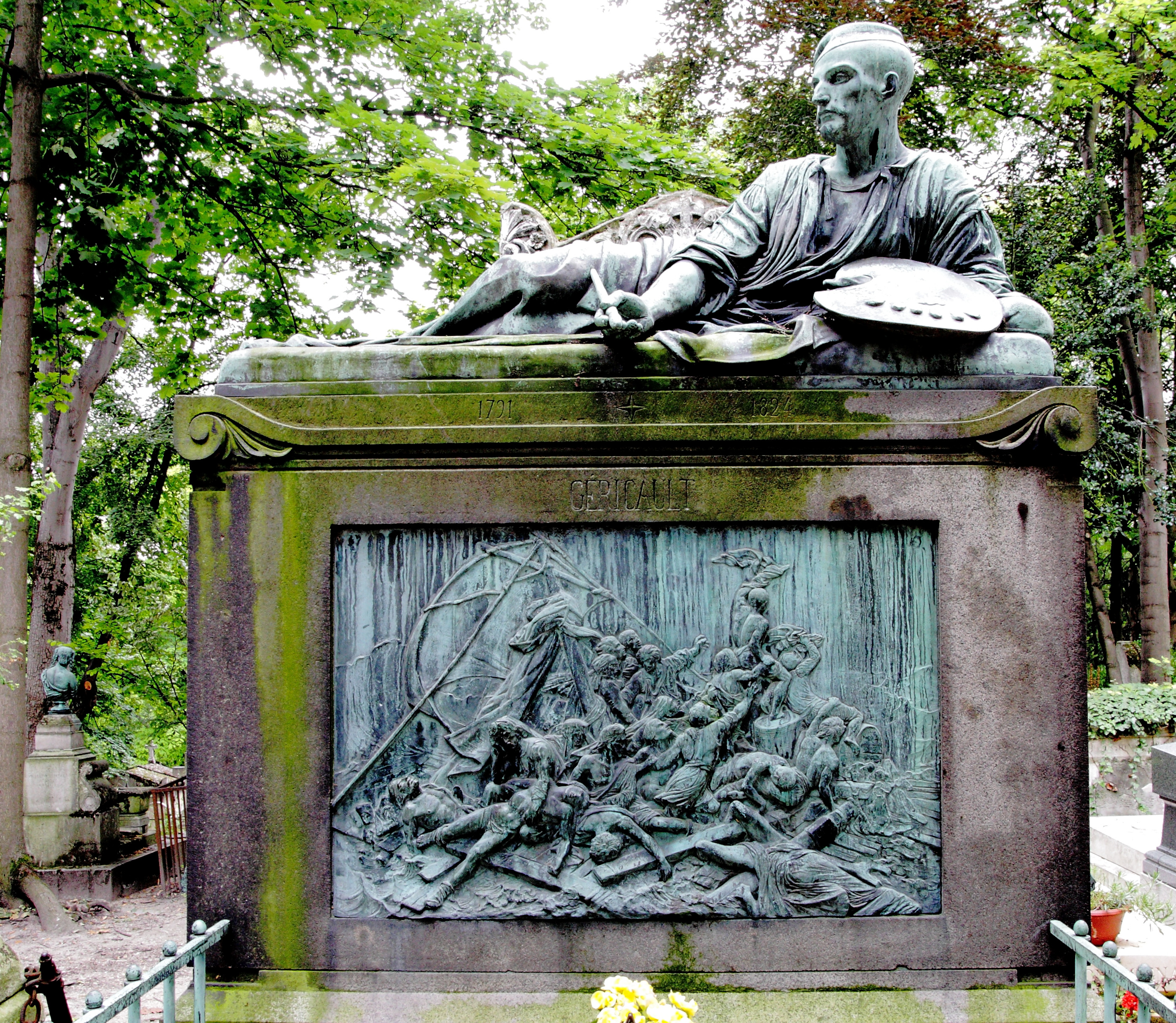
Hrob Théodora Géricaulta na pařížském hřbitově Père–Lachaise

V letech 1820–1821 pobýval Géricault v Anglii – odtud pochází série obrazů Dostihy v Epsomu (1821). Později maluje Géricault řadu portrétů duševně nemocných v psychiatrické léčebně (oleje i grafika). Dle svých oblíbených témat byl nazýván i malířem koní a bláznů. Některými experty je Géricault označován za nejnadanějšího malíře, jakého svět kdy měl.
Trpěl tuberkulózou páteře – tzv. mallum Potti, přesto rád jezdil na koni. A tento koníček mu byl osudný – zemřel na následky pádu z koně. Je pohřben na pařížském hřbitově Père-Lachaise (vpravo od centrální kaple), na jeho náhrobku je na měděné desce vyryt v malém formátu obraz Vor Medúzy.

## Fotogalerie

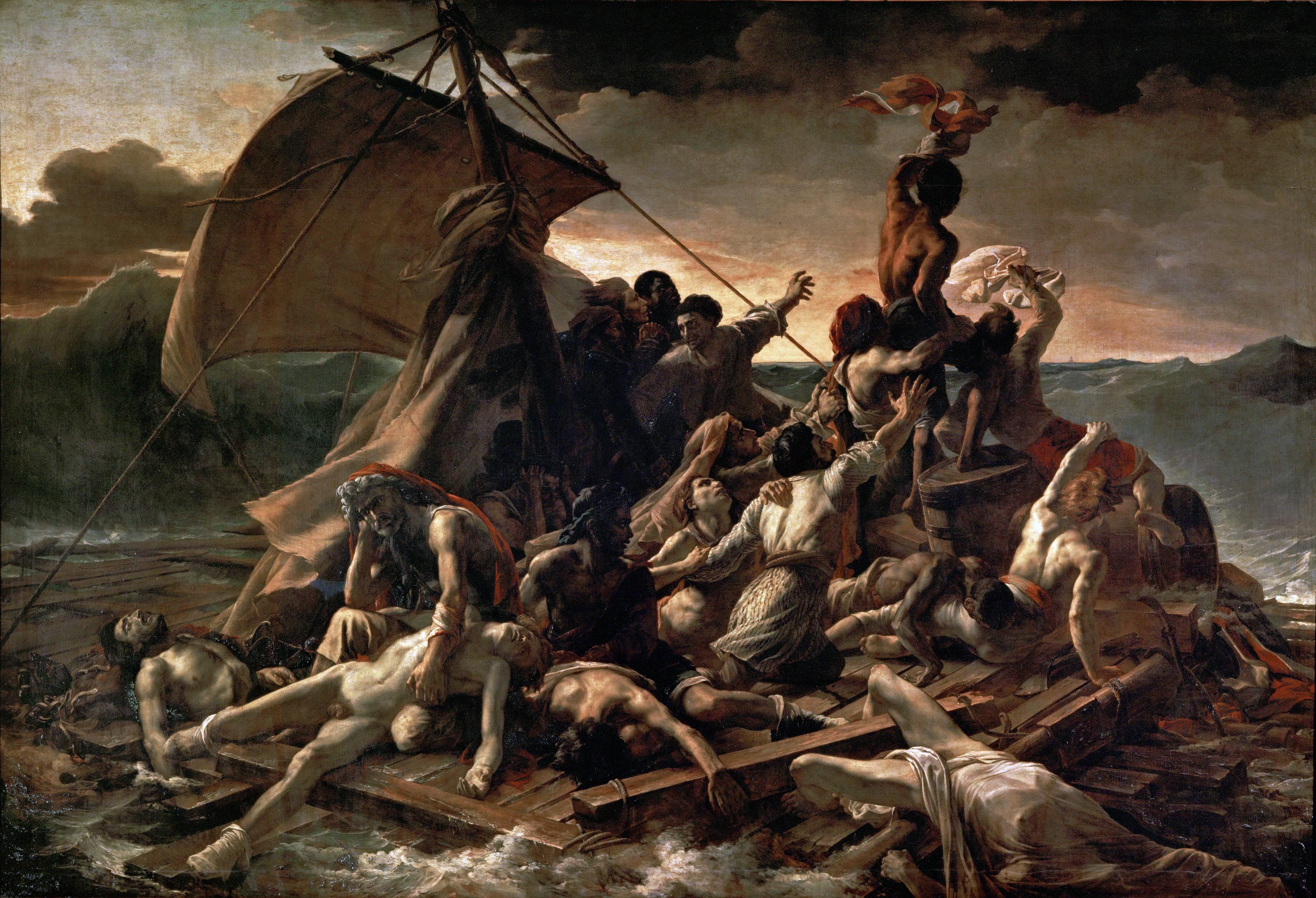
Vor medúzy, Le Radeau de la Méduse (1817–1818)
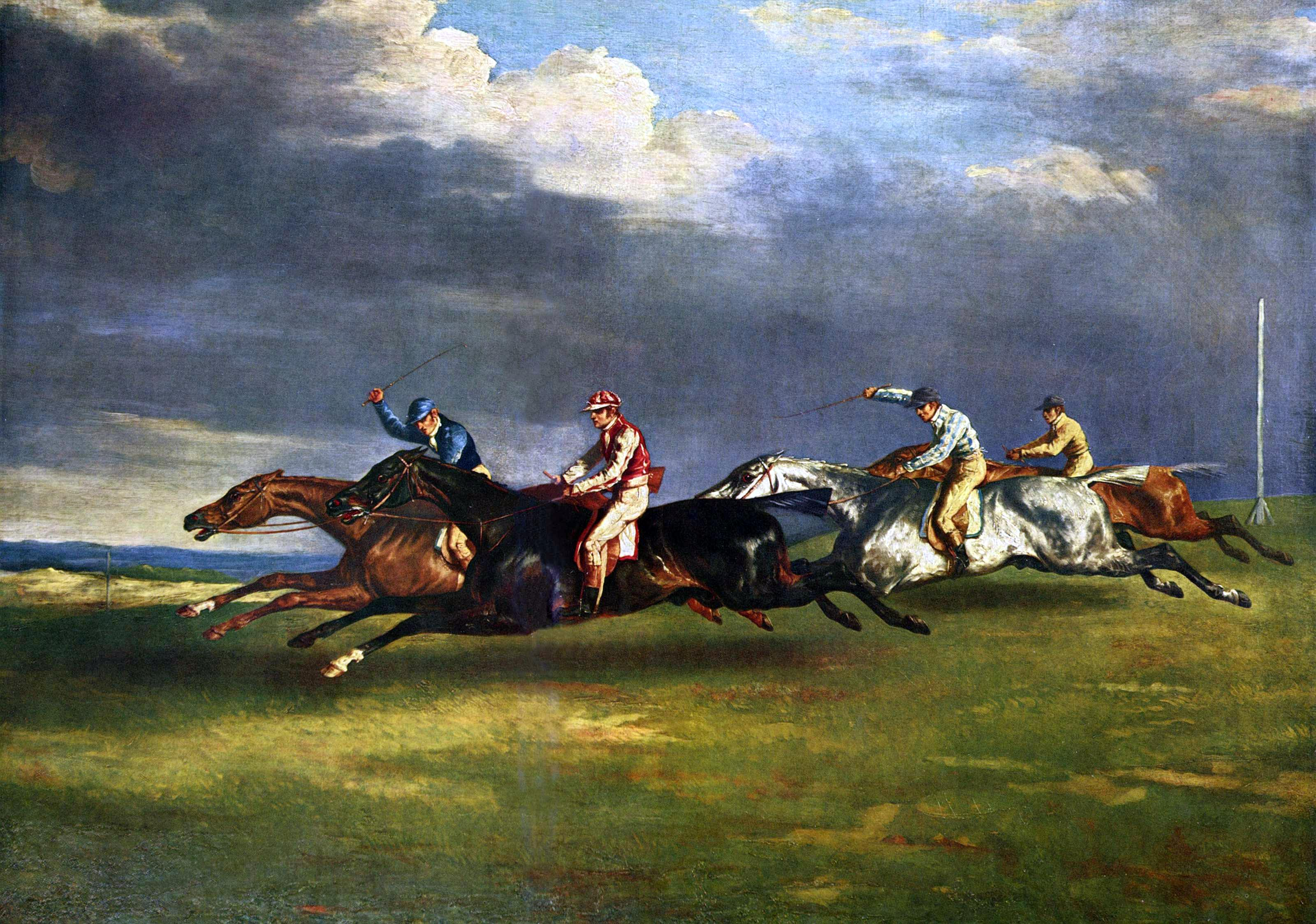
Le derby d'Epsom (1821)
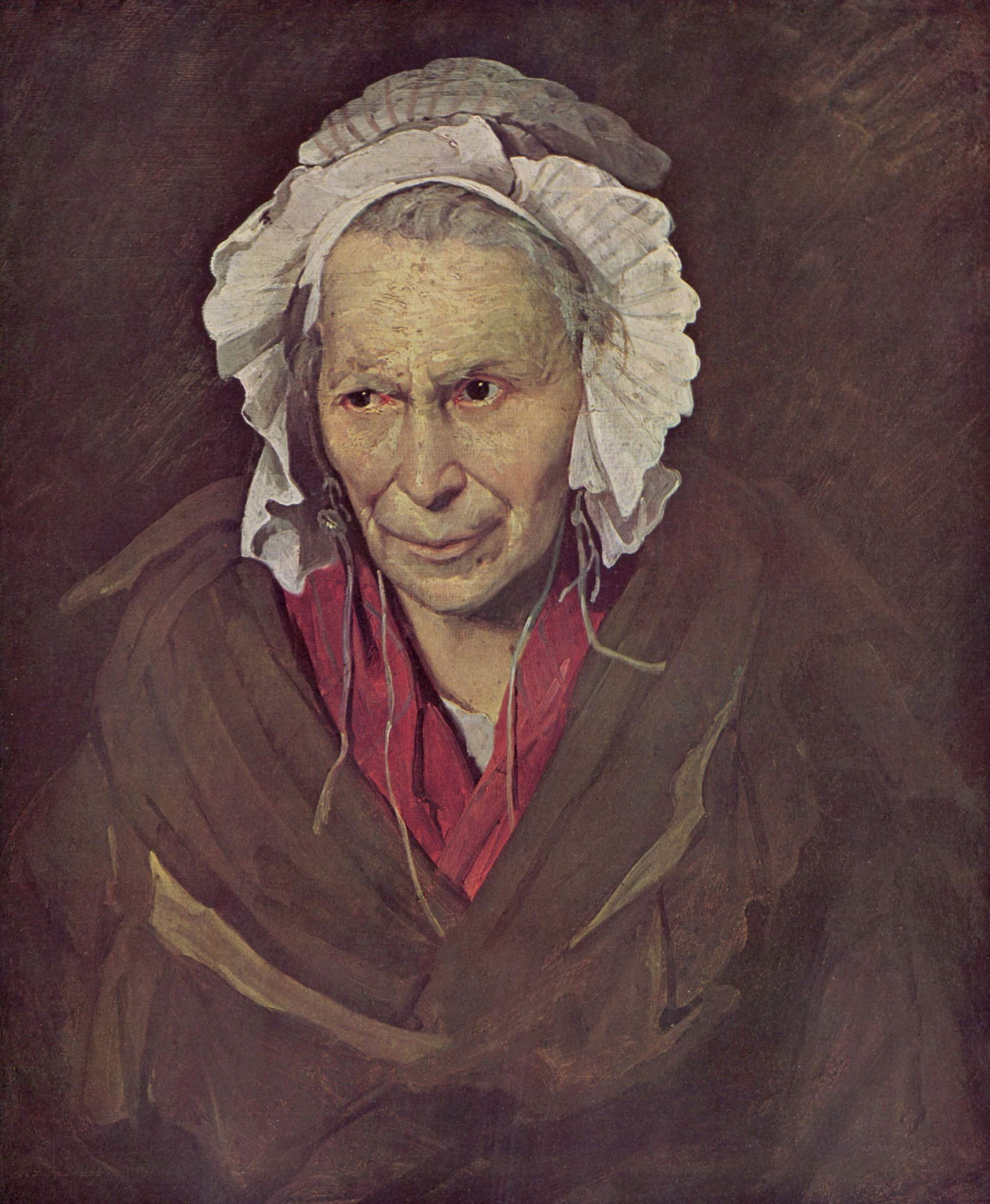
Portrait of a Woman Suffering from Obsessive Envy
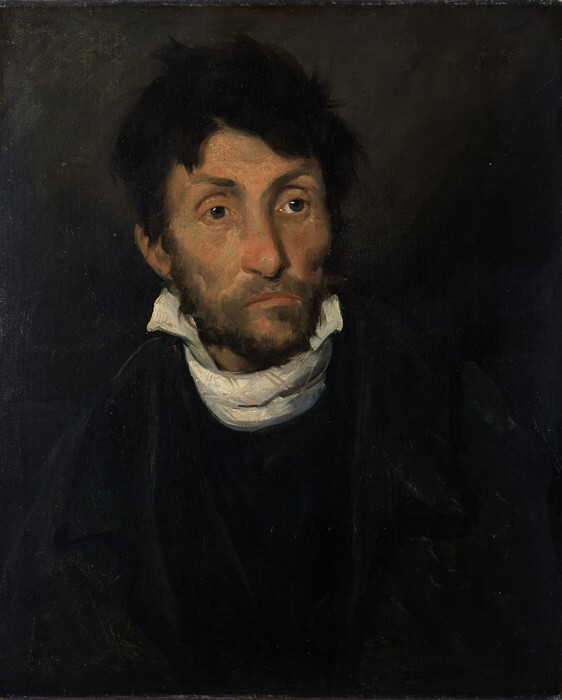
L'Aliéné (1822)
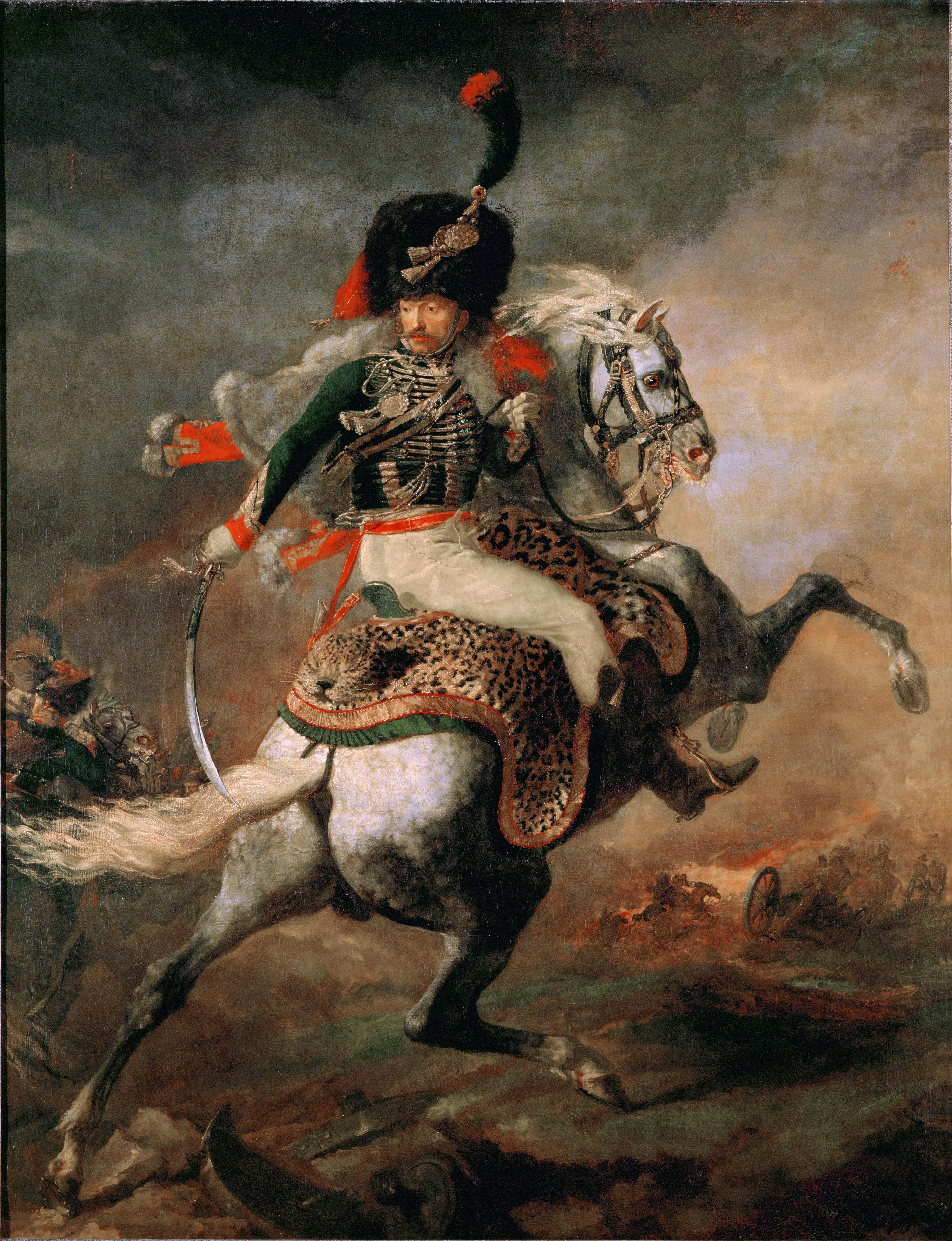
Le Chasseur de la Garde, 1812
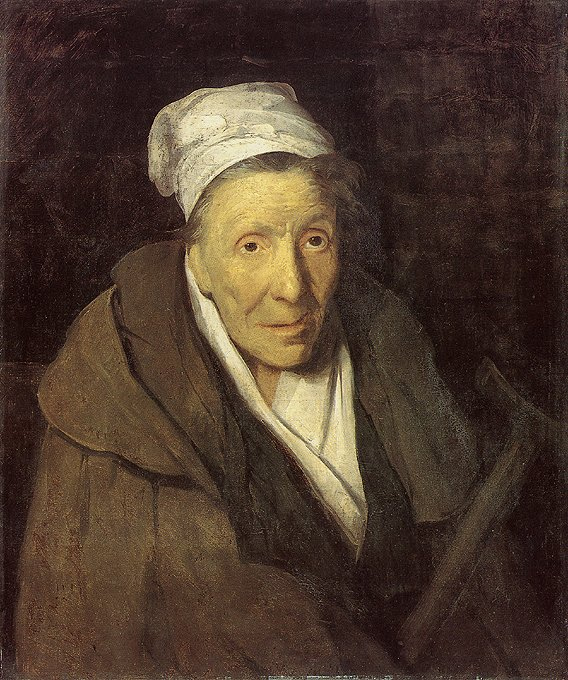
La monomane du jeu, 1819–1822
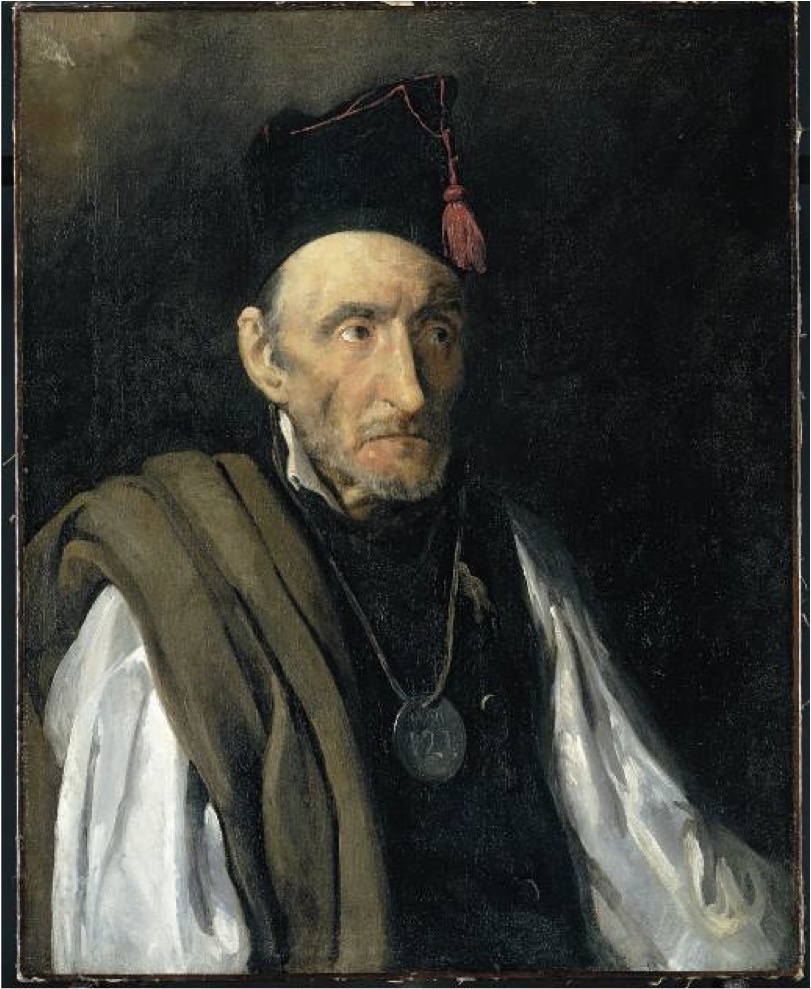
Le monomane du commandement militaire, 1819–1822
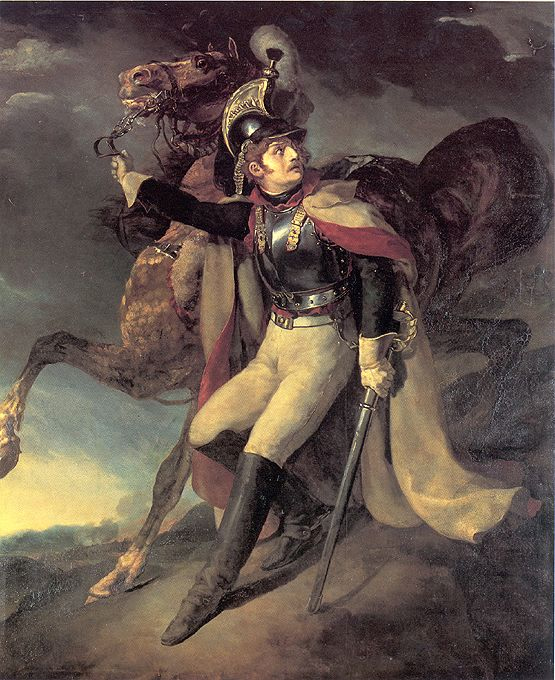
Cuirassier blessé quittant le feu, 1814
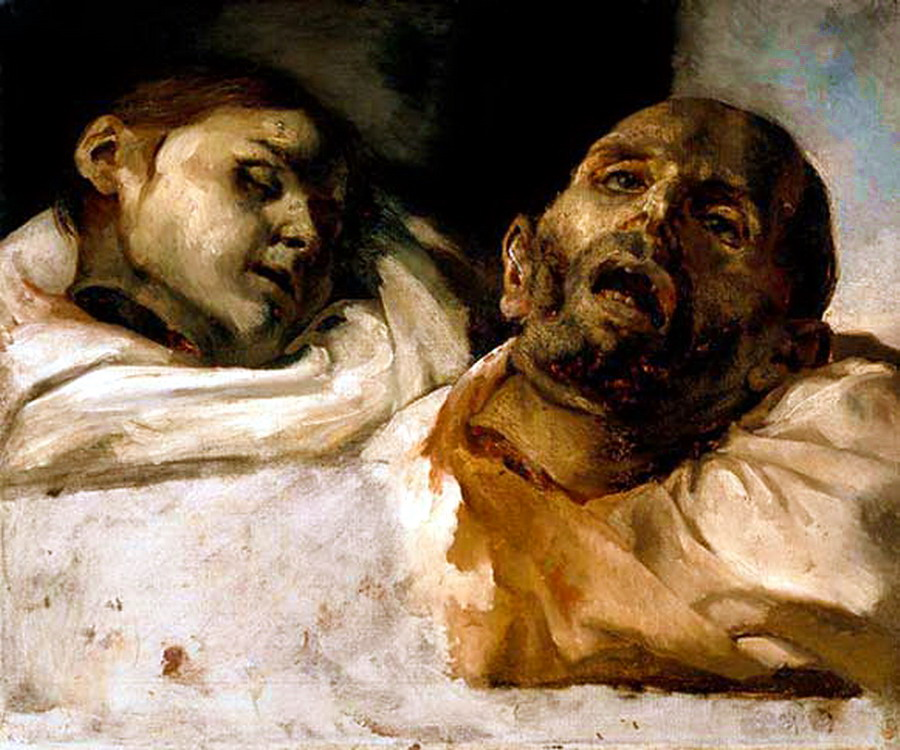
Têtes de supplicies (1818)
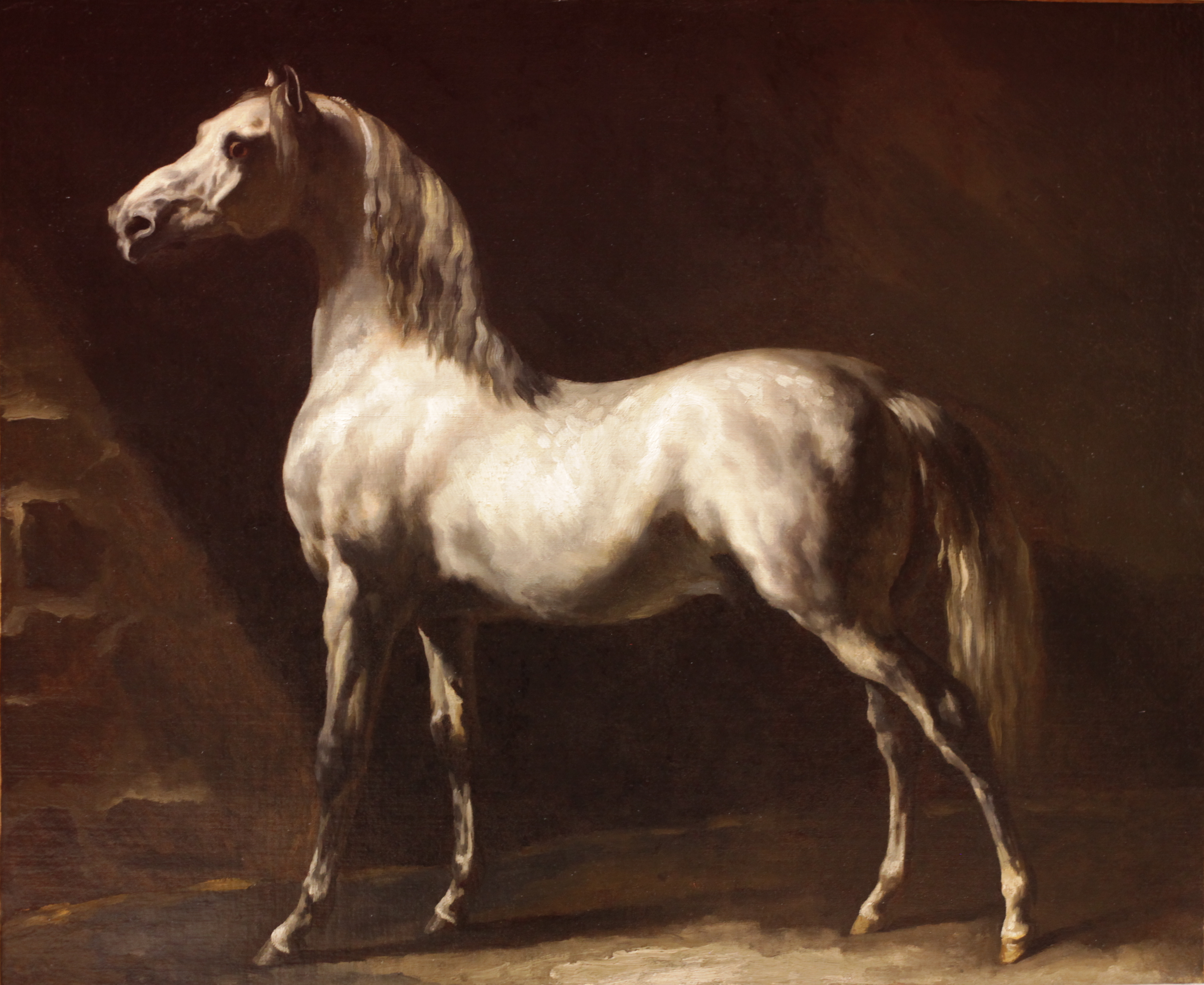
Cheval arabe gris-blanc